# Мачковец при Сухорју
Мачковец при Сухорју (словен. Mačkovec pri Suhorju) је насељено мјесто у општини Метлика, регија Југоисточна Словенија, Словенија.

## Историја
До територијалне реорганизације у Словенији био је у саставу старе општине Метлика.

## Становништво
У попису становништва из 2011. године, Мачковец при Сухорју је имао 8 становника.
| Број становника према пописима | Број становника према пописима | Број становника према пописима |
| ------------------------------ | ------------------------------ | ------------------------------ |
| 1991                           | 2002                           | 2011                           |
| 9                              | 8                              | 8                              |

Напомена: До 1955. исказивано под именом Мачковец.